# باغ‌تالا
باغ‌تالا (به لاتین: Bağtala) یک منطقه مسکونی در جمهوری آذربایجان است که در شهرستان قاخ واقع شده است.  باغ‌تالا ۹ نفر جمعیت دارد.